# 中越边境冲突
中越边境冲突，是80年代以来中华人民共和国与越南社会主义共和国爆发的一系列关于陆上与海上领土争议的冲突。

## 海上边界冲突
1974年，中华人民共和国与越南共和国发生西沙海战，中方取胜后占领西沙群岛所有岛礁至今。
北越政府曾承认中华人民共和国对于南中国海的主权声索，但1975年越南统一后，统一的越南社会主义共和国的态度发生反转，不再承认中国对于南中国海的主权声索（尤其是西沙群岛与南沙群岛），于80年代与中华人民共和国爆发了数次冲突，其中规模最大，影响最深远的即1988年赤瓜礁海战。中越关系正常化后虽不再有武装冲突，但岛礁主权争议仍然存在至今，也发生过一些民用船只对峙的事件与其他海事纠纷。